# تونات
تونات (Tunet) وهي اختصار Tunisia Network، هي شركة مزود خدمة الإنترنت في تونس.

كانت فرعا لشركة أوريدو تونس الخاصة، قبل اندماجها في هذه الأخيرة في 8 سبتمبر 2014.

## مقالات ذات صلة
- الإنترنت في تونس